# Eleição municipal de Santo André em 2012
A eleição municipal de Santo André em 2012 aconteceu em dois turnos, o primeiro foi em 7 de outubro e o segundo em 28 de outubro de 2012 para eleger um prefeito, um vice-prefeito e 21 vereadores no município de Santo André, no Estado de São Paulo, no Brasil. O prefeito eleito foi Carlos Grana (PT), com 42,85% no primeiro turno e 53,92% no segundo turno, com votos válidos em ambos, sendo vitorioso apenas no segundo turno, contra Aidan Ravin (PTB). A vice-prefeita eleita, na chapa de Grana, foi Oswana Fameli (PRP). O pleito em Santo André foi parte das eleições municipais nas unidades federativas do Brasil. Santo André foi um dos 493 municípios vencidos pelo PT dentre os 5.570 existentes no Brasil.
A disputa para as 21 vagas na Câmara Municipal de Santo André envolveu a participação de 506 candidatos. O candidato mais bem votado foi Sargento Juliano (PMDB), que obteve 8.551 votos (2,31% dos votos válidos).

## Antecedentes
Na eleição municipal de 2012, Carlos Grana, do PT, derrotou o candidato do PTB, Aidan Ravin no segundo turno. O candidato derrotado estava no cargo de prefeito de Santo André desde 2008, eleição na qual venceu o petista Vanderlei Siraque. Já o prefeito eleito, Carlos Grana, era deputado estadual desde 2010, abandonando o cargo em 2012 para candidatar-se à prefeitura.

## Candidatos
| N° | Prefeito     | Prefeito                                     | Prefeito | Prefeito                                                                    | Vice-prefeito (a) | Vice-prefeito (a) | Vice-prefeito (a)                           | Vice-prefeito (a) | Vice-prefeito (a)                                                                 | Coligação Partido(s)                                             | Ref.         |
| N° | Candidato(a) | Candidato(a)                                 | Partido  | Cargos relevantes                                                           | Candidato(a)      | Candidato(a)      | Candidato(a)                                | Partido           | Cargos relevantes                                                                 | Coligação Partido(s)                                             | Ref.         |
| -- | ------------ | -------------------------------------------- | -------- | --------------------------------------------------------------------------- | ----------------- | ----------------- | ------------------------------------------- | ----------------- | --------------------------------------------------------------------------------- | ---------------------------------------------------------------- | ------------ |
| 12 |              | Raimundo Salles Raimundo Taraskevicius Sales | PDT      |                                                                             |                   |                   | Ricardo Torres Ricardo Ezequiel Torres      | PSDB              |                                                                                   | Santo André do Bem (PDT, PSDB, PRB, PP, PTN, PSC, PSDC, PTC)     | [ 5 ] [ 6 ]  |
| 13 |              | Carlos Grana Carlos Alberto Grana            | PT       | - Deputado Estadual por São Paulo (2011-2013)                               |                   |                   | Oswana Fameli Oswana Maria Fernandes Fameli | PRP               |                                                                                   | O Melhor para Santo André (PT, PRP, PR, PHS, PPL, PSD, PCdoB)    | [ 7 ] [ 6 ]  |
| 14 |              | Aidan Ravin Aidan Antônio Ravin              | PTB      | - Vereador de Santo André (2005-2008) - Prefeito de Santo André (2009-2012) |                   |                   | Dinah Zekcer Dinah Kojuck Zekcer            | PTB               | - Vereadora de Santo André (1993-2008) - Vice-prefeita de Santo André (2009-2012) | Santo André Mais Forte-no Rumo Certo (PTB, PPS, DEM, PSB, PTdoB) | [ 8 ] [ 6 ]  |
| 15 |              | Nilson Bonome                                | PMDB     |                                                                             |                   |                   | Rafael Daniel Rafael Daniel Sartori         | PMN               |                                                                                   | Viva Celso Daniel (PMDB, PMN, PSL, PV)                           | [ 9 ] [ 6 ]  |
| 28 |              | Alexandre Flaquer Alexandre Nero Flaquer     | PRTB     |                                                                             |                   |                   | O Cara Geison Killinger Cara                | PRTB              |                                                                                   | Partido Isolado                                                  | [ 6 ] [ 10 ] |
| 50 |              | Marcelo Reina Marcelo Reina Siliano          | PSOL     |                                                                             |                   |                   | Joana Salay Joana Salay Leme                | PSTU              |                                                                                   | Frente Socialista de Santo André (PSOL, PSTU)                    | [ 6 ] [ 11 ] |

## Pesquisas

### 1.º Turno
| Data             | Instituto  | Candidatos  | Candidatos | Candidatos   | Candidatos    | Candidatos     | Candidatos   | Não Sabe/ não respondeu/Indecisos | Brancos/ nulos/ninguém |
| Data             | Instituto  | Aidan (PTB) | Grana (PT) | Salles (PDT) | Bonome (PMDB) | Fláquer (PRTB) | Reina (PSOL) | Não Sabe/ não respondeu/Indecisos | Brancos/ nulos/ninguém |
| ---------------- | ---------- | ----------- | ---------- | ------------ | ------------- | -------------- | ------------ | --------------------------------- | ---------------------- |
| 25/05-28/05/2012 | Opinião    | 30,1%       | 29,7%      | 11,2%        | 2,7%          | 1%             | 0,3%         | 10,4%                             | 14,6%                  |
| 15/06-18/06/2012 | Vox Populi | 36%         | 22%        | 9%           | 1%            | 1%             | 1%           | 16%                               | 14%                    |
| 17/07/2012       | D.G.ABC    | 30,4%       | 21,9%      | 13,7%        | 2%            | 0,5%           | 0,7%         | 14,8%                             | 16%                    |
| 20/08/2012       | D.G.ABC    | 32,5%       | 20,4%      | 17,8%        | 1,3%          | 2,7%           | 0,8%         | 10,7%                             | 13,8%                  |
| 25/08-27/08/2012 | Ibope      | 33%         | 17%        | 14%          | 2%            | 1%             | -            | 16%                               | 17%                    |
| 04/10/2012       | D.G.ABC    | 35%         | 19,6%      | 17,8%        | 1,6%          | 1,2%           | 0,8%         | 24%                               | -                      |

## Resultados

### Prefeito
No dia 28 de outubro de 2012 no segundo turno, Carlos Grana foi eleito com 53,92% dos votos válidos.
| Candidato                | Vice                    | 1.º Turno 7 de outubro de 2012 | 1.º Turno 7 de outubro de 2012 | 2.º Turno 28 de outubro de 2012 | 2.º Turno 28 de outubro de 2012 |
| Candidato                | Vice                    | Votação                        | Votação                        | Votação                         | Votação                         |
| Candidato                | Vice                    | Total                          | %                              | Total                           | %                               |
| ------------------------ | ----------------------- | ------------------------------ | ------------------------------ | ------------------------------- | ------------------------------- |
| Carlos Grana (PT)        | Oswana Fameli (PT)      | 155.606                        | 42,85%                         | 204.594                         | 53,92%                          |
| Aidan Ravin (PTB)        | Dinah Zekcer (PTB)      | 135.193                        | 37,23%                         | 174.815                         | 46,08%                          |
| Raimundo Salles (PDT)    | Ricardo Torres (PSDB)   | 48.744                         | 13,42%                         | Não participaram                | Não participaram                |
| Nilson Bonome (PMDB)     | Rafael Daniel (PMN)     | 17.333                         | 4,77%                          | Não participaram                | Não participaram                |
| Marcelo Reina (PSOL)     | Joana Salay (PSTU)      | 4.364                          | 1,20%                          | Não participaram                | Não participaram                |
| Alexandre Flaquer (PRTB) | O Cara (PRTB)           | 1.074                          | 0,28%                          | Não participaram                | Não participaram                |
| Total de votos válidos   | Total de votos válidos  | 363.139                        | 79,93%                         | 379.409                         | 85,65%                          |
| Votos apurados           |                         |                                |                                |                                 |                                 |
| Votos válidos            | Votos válidos           | 363.139                        | 79,93%                         | 379.409                         | 85,65%                          |
| Votos em branco          | Votos em branco         | 33.051                         | 7,28%                          | 18.768                          | 4,24%                           |
| Votos nulos              | Votos nulos             | 58.115                         | 12,79%                         | 44.781                          | 10,11%                          |
| Total de votos apurados  | Total de votos apurados | 454.305                        | 82,05%                         | 442.958                         | 100,00%                         |
| Eleitores                |                         |                                |                                |                                 |                                 |
| Comparecimento           | Comparecimento          | 454.305                        | 82,05%                         | 442.958                         | 80,00%                          |
| Abstenções               | Abstenções              | 99.381                         | 17,95%                         | 110.728                         | 20,00%                          |
| Total de eleitores       | Total de eleitores      | 553.686                        | 100,00%                        | 553.686                         | 100,00%                         |

## Câmara de Vereadores
Dos 21 vereadores eleitos, nove eram em 2012 da base de Carlos Grana. Apenas três mulheres foram eleitas como vereadoras. O vereador mais votado foi Geraldo Aparecido Juliano (PMDB), que teve 8.551 votos. O PT é o partido com o maior número de vereadores eleitos sendo 5 deles, seguido por PTB com quatro eleitos, PMDB, DEM, PDT e PTdoB com dois vereadores cada. PSB, PRB, PV e PRP obtiveram 1 vereador cada.
| Vereadores eleitos em Santo André - 2012 | Vereadores eleitos em Santo André - 2012 | Vereadores eleitos em Santo André - 2012 | Vereadores eleitos em Santo André - 2012 | Vereadores eleitos em Santo André - 2012 |
| Candidato (a)                            | Partido                                  | Coligação                                | Votação                                  | Votação                                  |
| Candidato (a)                            | Partido                                  | Coligação                                | Votos                                    | %                                        |
| ---------------------------------------- | ---------------------------------------- | ---------------------------------------- | ---------------------------------------- | ---------------------------------------- |
| Geraldo Aparecido Juliano                | PMDB                                     | Partido Isolado                          | 8.551                                    | 2,26%                                    |
| Luiz Zacarias                            | PTB                                      | PTB, DEM                                 | 6.330                                    | 1,67%                                    |
| Ailton Jose de Lima                      | PTB                                      | PTB, DEM                                 | 5.746                                    | 1,52%                                    |
| Almir Roberto Cicote                     | PSB                                      | Partido Isolado                          | 5.736                                    | 1,52%                                    |
| José de Araújo                           | PMDB                                     | Partido Isolado                          | 5.303                                    | 1,40%                                    |
| Antônio De Jesus Barbosa                 | DEM                                      | PTB, DEM                                 | 4.744                                    | 1,26%                                    |
| Eduardo Leite                            | PT                                       | PT, PPL                                  | 4.670                                    | 1,24%                                    |
| Roberto Alves Rautenberg                 | PTB                                      | PTB, DEM                                 | 4.628                                    | 1,22%                                    |
| Edson Sardano                            | PTB                                      | PTB, DEM                                 | 4.436                                    | 1,17%                                    |
| Evilásio Santana Santos                  | DEM                                      | PTB, DEM                                 | 4.295                                    | 1,14%                                    |
| Ronaldo De Castro                        | PRB                                      | PRB, PDT                                 | 4.165                                    | 1,10%                                    |
| Montorinho                               | PT                                       | PT, PPL                                  | 3.961                                    | 1,05%                                    |
| Aparecido Donizeti Pereira               | PV                                       | Partido Isolado                          | 3.952                                    | 1,05%                                    |
| Bete Siraque                             | PT                                       | PT, PPL                                  | 3.615                                    | 0,96%                                    |
| Luiz Alberto Ferreira De Araujo          | PT                                       | PT, PPL                                  | 3.336                                    | 0,88%                                    |
| Tiago Nogueira                           | PT                                       | PT, PPL                                  | 3.256                                    | 0,86%                                    |
| Elian Saraiva                            | PTdoB                                    | PPS, PTdoB                               | 3.137                                    | 0,83%                                    |
| Marcos Rodrigues Pinchiari               | PTdoB                                    | PPS, PTdoB                               | 2.797                                    | 0,74%                                    |
| Cosmo Rodrigues Cardoso                  | PDT                                      | PRB, PDT                                 | 2.719                                    | 0,72%                                    |
| Ivanildo Pereira Lobo                    | PDT                                      | PRB, PDT                                 | 2.319                                    | 0,61%                                    |
| Antônio Rodrigues da Silva               | PRP                                      | PR, PRP                                  | 2.189                                    | 0,58%                                    |

| Legenda | Legenda      |
| ------- | ------------ |
|         | Reeleito (a) |

## Análises
A vitória de Carlos Alberto Grana para a prefeitura de Santo André fez com que Aidan Ravin não se reelegesse e que os petistas voltassem a ocupar a gestão municipal após quatro anos. Em entrevista ao site G1, Grana declarou: "Fico feliz pela escolha do PT, do Lula e de todos meus parceiros de partido por me oferecer esse desafio. Quero governar a cidade e voltar a integrá-la ao país, trabalhando com os governos federal e estadual para alavancar a cidade". Em relação à campanha, Grana afirma: "É uma sensação de dever cumprido. Fizemos uma campanha pautada em propostas para a cidade. Andei por toda a cidade e acho que essa vai ser uma campanha que vai ficar na história de Santo André."
Grana e a vice-prefeita Oswana Fameli foram empossados em 1o de janeiro de 2013 as 10h da manhã para o primeiro mandato.afirmando que quer igualdade de partidos e unir a cidade.

## Controvérsias
A principal crítica que o prefeito Carlos Grana enfrentou durante e após a campanha é a de que supostamente ele e sua vice, Oswana Fameli, fraudaram a campanha eleitoral de 2012 do seu adversário, Dr. Aidan Ravin. Alegavam "provas seguras" de que o PT usufruiu o serviço de telemarketing falso, na madrugada do segundo turno (28 de outubro de 2012) com o intuito de atrapalhar a campanha do então Chefe Executivo. Ao todo foram 60 (sessenta) mil ligações, onde o PT adquiriu a voz de Aidan para pedir votos, o que prejudicou o adversário. Devido a esses acontecimentos, atual prefeito está com o seu diploma cassado.